# 이교영
이교영(1978년 ~ )은 대한민국의 기업가이다.

## 소속
- 피피캣 대표이사